# Josep Sánchez Cervelló
Josep Sánchez Cervelló   (Flix, 1958) és un historiador català, catedràtic de la Universitat Rovira i Virgili. Deixeble d'Hipólito de la Torre, és especialista en temes portuguesos. En 2014 va ser reconegut com a Fill Adoptiu de Tarragona.

## Obres
- Josep Sánchez Cervelló. A revolução portuguesa e a sua influência na transição espanhola (1961-1976).  Lisboa: Assirio & Alvim, 1993.[4]
- Josep Sánchez Cervelló. El último imperio occidental: la descolonización portuguesa (1974-1975).  Mérida: UNED. Centro Regional de Extremadura, 1998.[5]
- Josep Sánchez Cervelló. Conflicte i violència a l'Ebre. De Napoleó a Franco.  Barcelona: Editorial Flor del Vent, 2001.[6]
- Josep Sánchez Cervelló. La Segunda República en el exilio (1939-1977).  Barcelona: Planeta, 2011.[7]
- Josep Sánchez Cervelló. Les guerres napoleònica i carlistes a la frontera de Catalunya, el País Valencià i Aragó (1808-1936). Benicarló: Ona Edicions, 2015.